# Hockey su prato ai Giochi della X Olimpiade
Le gare di hockey su prato alle olimpiadi estive del 1932 si sono svolte al Memorial Coliseum di Los Angeles

## Partecipanti
- India Britannica
- Giappone
- Stati Uniti

## Risultati
Solo tre squadre iscritte che disputarono un girone di soli 3 incontri.
Classifica
| POS. | Squadra          | P.ti | G | V | P | S | GF | GS | DR  |
| ---- | ---------------- | ---- | - | - | - | - | -- | -- | --- |
| 1°   | India Britannica | 4    | 2 | 2 | 0 | 0 | 35 | 2  | +33 |
| 2°   | Giappone         | 2    | 2 | 1 | 0 | 1 | 10 | 13 | -3  |
| 3°   | Stati Uniti      | 0    | 2 | 0 | 0 | 2 | 3  | 33 | -30 |

| Los Angeles 4 agosto 1932 1932 | India Britannica | 11 – 1 | Giappone | Memorial Coliseum |

| Los Angeles 8 agosto 1932 1932 | Giappone | 9 – 2 | Stati Uniti | Memorial Coliseum |

| Los Angeles 11 agosto 1932 1932 | India Britannica | 24 – 1 | Stati Uniti | Memorial Coliseum |

## Podi
| Evento                   | Oro | Argento | Bronzo |
| Hockey su prato maschile | India Britannica Richard Allen Muhammad Aslam Lal Bokhari Frank Brewin Richard Carr Dhyan Chand Leslie Hammond Arthur Hind Sayed Jaffar Masud Minhas Broome Pinniger Gurmit Singh Kullar Roop Singh William Sullivan Carlyle Tapsell | Giappone Shunkichi Hamada Junzo Inohara Sadayoshi Kobayashi Haruhiko Kon Kenichi Konishi Hiroshi Nagata Eiichi Nakamura Yoshio Sakai Katsumi Shibata Akio Sohda Toshio Usami | Stati Uniti William Boddington Harold Brewster Roy Coffin Amos Deacon Horace Disston Samuel Ewing James Gentle Henry Greer Lawrence Knapp David McMullin Leonard O'Brien Charles Sheaffer Frederick Wolters |